# Médaille d'argent de la valeur militaire (Italie)
La médaille d'argent de la vaillance militaire (italien : Medaglia d'argento al valor militare ou MAVM) est une médaille italienne attribuée pour chevalerie et bravoure. 
Les médailles italiennes pour la valeur ont été instituées pour la première fois par Victor-Amédée III de Sardaigne le 21 mai 1793, avec une médaille d'or et, en dessous, une médaille d'argent. Elles étaient destinées aux officiers subalternes ou aux simples soldats qui s'étaient distingués au combat.
Ces médailles sont tombées en désuétude pendant la période de domination napoléonienne. Elles ont été rétablies le 1er avril 1815 par Victor-Emmanuel Ier de Sardaigne, qui ne les a toutefois supprimées que quelques mois plus tard, le 4 août 1815, pour les remplacer par l'Ordre militaire de Savoie (Ordine militare di Savoia), aujourd'hui connu sous le nom d'Ordre militaire d'Italie.
Cependant, en 1833, Charles-Albert de Sardaigne, reconnaissant que l'Ordre militaire était trop exclusif en ce sens qu'il ne pouvait être décerné qu'à des personnes de haut rang, a rétabli les médailles de valeur (d'or et d'argent) en tant que récompenses pour les actes nobles accomplis par les soldats en temps de guerre comme en temps de paix.
Selon le décret royal n° 753 du 24 mai 1915, le nombre de fois qu'une personne pouvait recevoir une médaille pour bravoure (en argent et en or) était limité à trois, après quoi une promotion était prévue. Cette limite a été supprimée par le décret royal n° 975 du 15 juin 1922.
Pendant la Première Guerre mondiale, la médaille a été décernée à des militaires, des unités au-dessus du niveau de la compagnie et des civils pour leur courage exceptionnel face à l'ennemi.
Au cours de la Première Guerre mondiale, la médaille a été décernée quelque 38 614 fois pour des actes individuels d'héroïsme (contre 368 médailles d'or et 60 244 médailles de bronze).
Ainsi, la Médaille d'argent italienne pour la valeur militaire est équivalente en fréquence et en prestige à la Croix militaire britannique (Military Cross), qui a été décernée quelque 40 253 fois pendant la Première Guerre mondiale.
La médaille d'argent de la valeur militaire est toujours décernée par l'État italien et, avec les médailles d'or et de bronze de la valeur militaire ainsi que la "Croce di Guerra al Valor Militare" (Croix de guerre de la valeur militaire - qui ne peut être décernée qu'en temps de guerre), elle est établie par le décret royal du 4 novembre 1932, dans laquelle le but de ces médailles est défini comme suit : "Distinguer et honorer publiquement les auteurs d'actes militaires héroïques, même accomplis en temps de paix, à condition que l'exploitation soit étroitement liée aux buts pour lesquels les Forces armées sont constituées, quelle que soit la condition ou la qualité de l'auteur. "

## Récipiendiaires notables

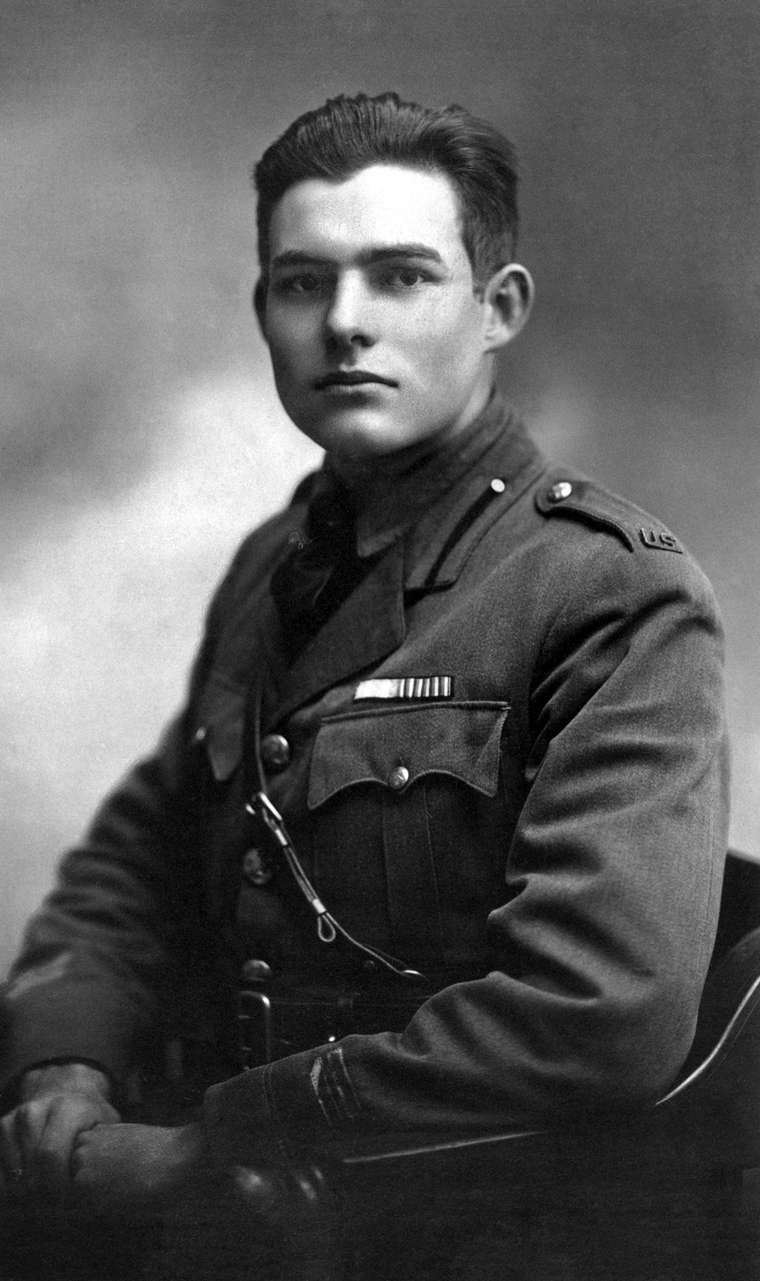
Ernest Hemingway en tant que conducteur d'ambulance de la Croix-Rouge italienne du Front.

- Italo Balbo
- William George Barker VC
- Alfred-Ingemar Berndt
- Aaron Bradshaw Jr.
- Carlo Emanuele Buscaglia
- Federico Cafiero
- Mark W. Clark
- Gino De Giorgi (2 fois)
- Ludovico De Filippi
- Arturo Ferrarin
- Alfred Gause
- Joachim Helbig
- Ernest Hemingway
- Sir William Holmes
- Hans Kroh
- Alfredo Madau
- Hans-Joachim Marseille
- Walther Nehring
- Erwin Rommel
- Hans-Ulrich Rudel
- Hippolyte De La Rue
- Emanuele Ruspoli
- Nazario Sauro
- Achille Starace
- Johannes Streich
- Walkiria Terradura
- Attilio Teruzzi
- Edmond Thieffry
- Cervi Brothers
- Hans von Luck
- Guido Jung
- Vincenzo Maturo
- Ada Gobetti
- Armando Diaz

## Voir également
- Médaille de la vaillance militaire
- Médaille d'or de la vaillance militaire
- Médaille de bronze de la vaillance militaire
- Ordres, décorations et médailles de l'Italie
- Médailles italiennes 1860-aujourd'hui (Wikipedia italien)